# 有輪条虫
有輪条虫（ゆうりんじょうちゅう、学名：Raillietina (Skrjabinia) cesticillus）は、ニワトリ、ウズラ、シチメンチョウなどの回腸に寄生する条虫の1種。体長は90-160×1.5-2.5mm、中間宿主は糞食性甲虫類であり、濃厚感染例では宿主に下痢や発育障害を引き起こす。